# Venebrugge
Venebrugge est un petit village dans la commune néerlandaise de Hardenberg, dans la province d'Overijssel. Le 1er janvier 2020, le village comptait 110 habitants.